# Nikolaï Komlitchenko
Nikolaï Nikolaïévitch Komlitchenko (en russe : Никола́й Никола́евич Комличе́нко), né le 29 juin 1995 à Plastounovskaïa dans le kraï de Krasnodar, est un footballeur international russe qui évolue au poste d'attaquant au Lokomotiv Moscou.

## Biographie

### Carrière en club

#### Premières années (2013-2017)
Natif de Plastounovskaïa dans le kraï de Krasnodar, il intègre dans sa jeunesse le centre de formation du FK Krasnodar où il effectue sa formation. Il fait ses débuts en équipe première à l'âge de 18 ans le 17 mars 2014 à l'occasion d'un match de championnat contre le Tom Tomsk où il entre en jeu à la place d'Ari lors du dernier quart d'heure de la rencontre et délivre une passe décisive pour Wánderson qui égalise en fin de match. Il joue ensuite la fin de la rencontre du quart de finale de Coupe de Russie contre le FK Tosno et fait trois autres brèves apparitions en championnat.
En dehors de ces quelques apparitions en première division, Komlitchenko évolue principalement au sein du club-école du FK Krasnodar, le FK Krasnodar-2, en troisième division russe au cours de ses premières années. Il y évolue entre 2013 et 2017, totalisant 66 matchs joués pour 44 buts inscrits, lui permettant notamment de terminer meilleur du groupe Sud du troisième échelon avec 24 buts marqués en 2016. Cette période est notamment entrecoupée d'un prêt, d'abord avec le Tchernomorets Novorossiisk, autre pensionnaire de troisième division, pour la fin de saison 2014-2015, où il dispute treize matchs et marque deux buts.
Se faisant remarquer par ses performances, Komlitchenko obtient en juin 2016 un prêt au sein de l'équipe tchèque du Slovan Liberec en première division. Il y dispute notamment la Ligue Europa où il inscrit quatre buts en neuf rencontres, incluant une réalisation contre le PAOK Salonique et un doublé contre le Qarabağ FK lors de la phase de groupes. Il joue également treize matchs en championnat et marque trois buts, dont un doublé contre le FC Slovácko. Il ne termine cependant pas la saison au Slovan, étant rappelé par le FK Krasnodar au début du mois de janvier 2017, signant dans la foulée un nouveau contrat de quatre ans et demi. Malgré cela, il est notamment barré dans la hiérarchie par Fiodor Smolov et reste cantonné à son rôle de réserviste et termine la saison au FK Krasnodar-2.

#### Mladá Boleslav (2017-2019)
Il est une nouvelle fois prêté en Tchéquie au mois de juillet 2017, cette fois dans le club du FK Mladá Boleslav. Il y fait ses débuts lors du troisième tour de qualification de la Ligue Europa, où il ne peut empêcher son équipe d'être éliminée d'entrée par le Skënderbeu Korçë. Entre-temps il dispute également son premier match de championnat contre le Sigma Olomouc, faisant son entrée à la mi-temps et inscrivant le dernier but de la rencontre pour une défaite 2-1. Son temps de jeu est par la suite très inconstant, d'autant qu'il subit au début du mois d'octobre une suspension de cinq matchs pour avoir blessé gravement David Limberský du Viktoria Plzeň,, cela couplé au mauvais positionnement de l'équipe en championnat le voit ne disputer que dix-sept rencontres, dont neuf en tant que titulaire, pour quatre buts marqués. Il dispute par ailleurs la fin de la demi-finale de la coupe nationale contre le Slavia Prague où les siens sont cependant battus 2-0.
Durant l'été 2018, le FK Krasnodar décide de vendre son attaquant principal Fiodor Smolov mais ne propose aucune garantie à Komlitchenko et préfère s'appuyer sur les jeunes Ivan Ignatiev et Magomed-Chapi Souleïmanov. Dans ce contexte, le club et le Mladá Boleslav se mettent d'accord l'été 2018 pour prolonger son prêt, celui-ci incluant cette fois une option d'achat de 400 000 € activable à tout moment. Sa deuxième saison démarre de manière impressionnante avec pas moins de dix buts inscrits lors de ses dix premiers matchs de championnat, avec notamment un triplé contre le SFC Opava et un doublé face au FC Slovácko. Il poursuit ensuite sur sa lancée avec un nouveau triplé contre le Sigma Olomouc puis un doublé contre le Slavia Prague peu avant la trêve hivernale, lui permettant de comptabiliser dix-huit buts marqués en fin d'année.
Cette performance incite le club à activer son option d'achat à la fin du mois de janvier 2019 et à signer Komlitchenko de manière définitive jusqu'à l'été 2022. Il poursuit par la suite sur sa lancée et, concluant sur un doublé contre le Fastav Zlín, totalise vingt-quatre buts à l'issue de la première phase du championnat, le plaçant largement en tête du classement des buteurs, il enregistre en parallèle sept passes décisives. Son club se classe septième et se qualifie pour les barrages européens où Komlitchenko inscrit un doublé lors du match aller des quarts de finale contre le FK Teplice pour une large victoire des siens 8-0, ce qui lui permet d'établir le record du nombre de buts lors d'une saison de championnat en dépassant les vingt-cinq réalisations de David Lafata avec le Baumit Jablonec lors de la saison 2011-2012. Buteur par la suite à cinq reprises durant les barrages européens, il marque notamment le but de la victoire contre le Baník Ostrava en finale et permet ainsi à son équipe de se qualifier pour la Ligue Europa 2019-2020. Ses performances lui valent d'être élu meilleur joueur étranger du championnat tchèque à l'issue de l'exercice tandis qu'il termine de loin meilleur buteur du championnat avec en tout 29 buts sur l'ensemble de la saison.
Poursuivant sur sa lancée lors du début de la saison suivante, il marque à deux reprises en phase préliminaire de la Ligue Europa et inscrit le premier quadruplé de sa carrière en championnat contre le Dynamo České Budějovice le 25 août 2019,. À l'issue de la première partie de saison, il compte dix buts inscrits en quinze rencontres de championnat.

#### Passages au Dynamo Moscou et à Rostov (depuis 2020)
Komlitchenko fait son retour en Russie en début d'année 2020 en s'engageant avec le Dynamo Moscou dans le cadre d'un contrat de quatre ans et demi. Il fait ses débuts sous ses nouvelles couleurs le 29 février contre le Spartak Moscou et marque son premier but dès la semaine suivante à l'occasion d'une victoire 1-0 en championnat contre le FK Tambov. Il est ensuite buteur à deux autres reprises et aide le club à atteindre la sixième position en championnat.
Cette performance permet aux siens de disputer la Ligue Europa où ils sont cependant éliminés d'entrée par l'équipe géorgienne du Lokomotiv Tbilissi au deuxième tour de qualification, malgré un but de Komlitchenko (défaite 2-1). Par la suite, ses performances domestiques quant à elles décevantes avec seulement trois buts marqués en championnat durant la première moitié de saison. Il est par la suite relégué au banc des remplaçants pour le reste de l'exercice 2020-2021 qui voit le Dynamo finir septième.
Durant le mois de juin 2021, Komlitchenko est prêté au FK Rostov avec option d'achat pour l'ensemble de la saison 2021-2022. Il inscrit huit buts en 28 matchs de championnat durant cette période tandis que le club termine neuvième. Il rejoint Rostov de manière définitive le 9 juillet 2022 où il signe pour quatre ans.
Le 10 juin 2025, Komlitchenko s'engage avec le Lokomotiv Moscou, en signant un contrat d'une durée de trois ans.

### Carrière internationale

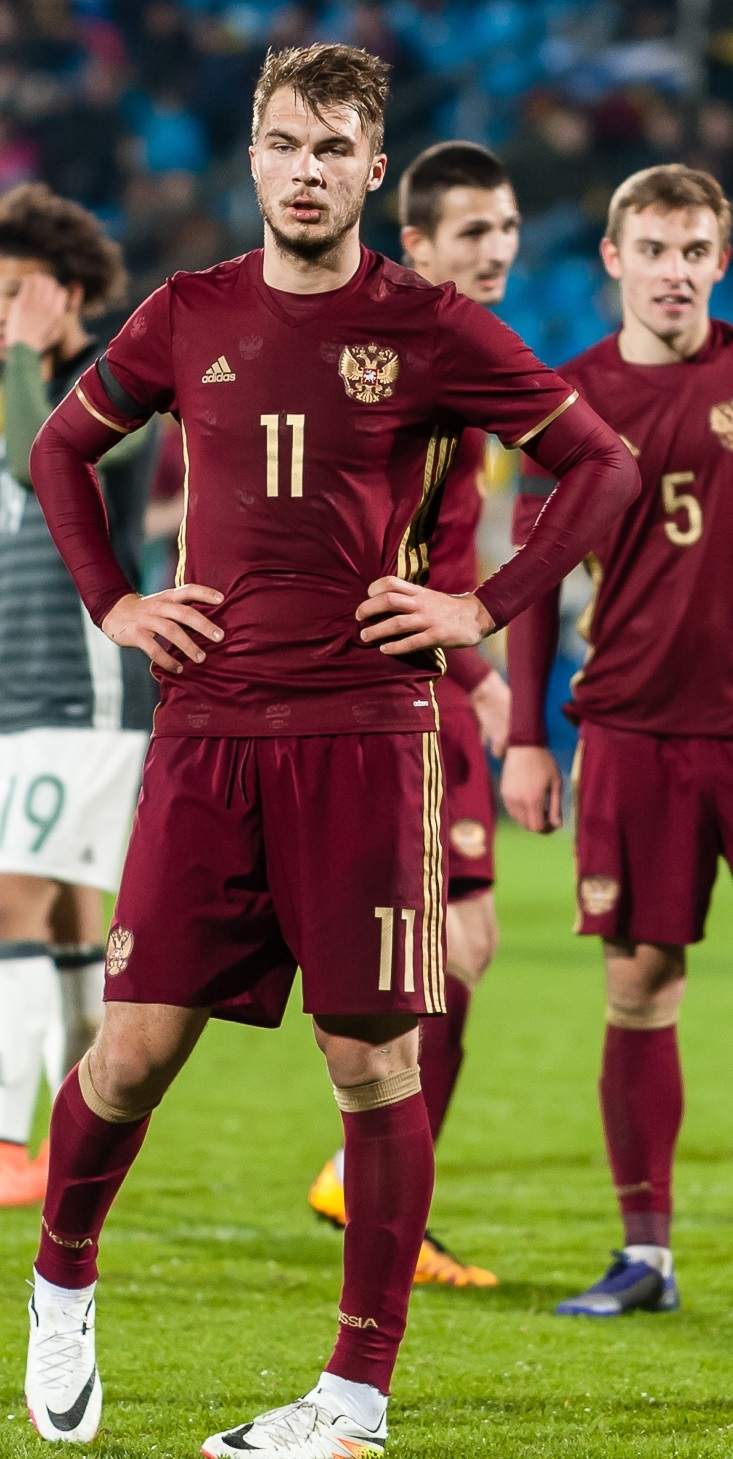
Nikolaï Komlitchenko en 2016 avec les espoirs russes.

Komlitchenko est sélectionné pour la première fois avec la sélection des moins de 19 ans par Dmitri Oulianov (en) en février 2014, y disputant deux matchs amicaux contre Israël où il inscrit deux buts. Il est par la suite sélectionné par Nikolaï Pissarev avec l'équipe des espoirs au mois d'octobre pour un match amical contre la Hongrie. Il n'est ensuite rappelé qu'en mars 2016 dans le cadre des éliminatoires de l'Euro espoirs 2017 où il dispute cinq rencontres et marque un but contre les îles Féroé.
Il est appelé pour la première fois en sélection A par Stanislav Tchertchessov en mai 2019 dans le cadre des deux matchs de qualification à l'Euro 2020 contre Saint-Marin et Chypre. Il doit cependant attendre le 10 octobre de la même année pour disputer sa première sélection, entrant en jeu dans les dernières minutes du match face à l'Écosse dans le cadre des éliminatoires de l'Euro 2020 tandis que les Russes l'emportent 4-0. Il marque son premier but avec la Russie un mois plus tard à l'occasion de sa troisième sélection contre Saint-Marin, concluant une large victoire des siens sur le score de 5-0.

## Statistiques
| Saison                | Club                              | Championnat           | Championnat | Championnat | Coupe(s) nationale(s) | Coupe(s) nationale(s) | Compétition(s) continentale(s) | Compétition(s) continentale(s) | Compétition(s) continentale(s) | Total | Total |
| Saison                | Club                              | Division              | M.          | B.          | M.                    | B.                    | Comp.                          | M.                             | B.                             | M.    | B.    |
| 2013-2014             | FK Krasnodar                      | D1                    | 4           | 0           | 1                     | 0                     | -                              | -                              | -                              | 5     | 0     |
| 2014-2015             | FK Krasnodar                      | D1                    | -           | -           | 1                     | 0                     | -                              | -                              | -                              | 1     | 0     |
| Sous-total            | Sous-total                        | Sous-total            | 4           | 0           | 2                     | 0                     | -                              | -                              | -                              | 6     | 0     |
| 2013-2014             | FK Krasnodar-2                    | D3                    | 22          | 6           | -                     | -                     | -                              | -                              | -                              | 22    | 6     |
| 2014-2015             | FK Krasnodar-2                    | D3                    | 11          | 7           | -                     | -                     | -                              | -                              | -                              | 11    | 7     |
| 2015-2016             | FK Krasnodar-2                    | D3                    | 24          | 24          | -                     | -                     | -                              | -                              | -                              | 24    | 24    |
| 2016-2017             | FK Krasnodar-2                    | D3                    | 9           | 7           | -                     | -                     | -                              | -                              | -                              | 9     | 7     |
| Sous-total            | Sous-total                        | Sous-total            | 66          | 44          | -                     | -                     | -                              | -                              | -                              | 66    | 44    |
| 2014-2015             | Tchernomorets Novorossiisk (prêt) | D3                    | 13          | 2           | -                     | -                     | -                              | -                              | -                              | 13    | 2     |
| 2016-2017             | Slovan Liberec (prêt)             | D1                    | 12          | 3           | -                     | -                     | C3                             | 9                              | 4                              | 21    | 7     |
| Sous-total            | Sous-total                        | Sous-total            | 25          | 5           | -                     | -                     | -                              | 9                              | 4                              | 34    | 9     |
| 2017-2018             | FK Mladá Boleslav (prêt)          | D1                    | 17          | 4           | 2                     | 0                     | C3                             | 2                              | 0                              | 21    | 4     |
| 2018-2019             | FK Mladá Boleslav                 | D1                    | 32          | 29          | 1                     | 0                     | -                              | -                              | -                              | 33    | 29    |
| 2019-2020             | FK Mladá Boleslav                 | D1                    | 15          | 10          | 2                     | 1                     | C3                             | 3                              | 2                              | 20    | 13    |
| Sous-total            | Sous-total                        | Sous-total            | 64          | 43          | 5                     | 1                     | -                              | 5                              | 2                              | 74    | 46    |
| 2019-2020             | Dynamo Moscou                     | D1                    | 11          | 3           | -                     | -                     | -                              | -                              | -                              | 11    | 3     |
| 2020-2021             | Dynamo Moscou                     | D1                    | 25          | 4           | 1                     | 0                     | C3                             | 1                              | 1                              | 27    | 5     |
| Sous-total            | Sous-total                        | Sous-total            | 36          | 7           | 1                     | 0                     | -                              | 1                              | 1                              | 38    | 8     |
| 2021-2022             | FK Rostov (prêt)                  | D1                    | 28          | 8           | 1                     | 0                     | -                              | -                              | -                              | 29    | 8     |
| 2022-2023             | FK Rostov                         | D1                    | 26          | 10          | 7                     | 2                     | -                              | -                              | -                              | 33    | 12    |
| 2023-2024             | FK Rostov                         | D1                    | 25          | 4           | 6                     | 2                     | -                              | -                              | -                              | 31    | 6     |
| 2024-2025             | FK Rostov                         | D1                    | 26          | 8           | 11                    | 1                     | -                              | -                              | -                              | 37    | 9     |
| Sous-total            | Sous-total                        | Sous-total            | 105         | 30          | 25                    | 5                     | -                              | -                              | -                              | 130   | 35    |
| Total sur la carrière | Total sur la carrière             | Total sur la carrière | 239         | 114         | 12                    | 2                     | -                              | 15                             | 7                              | 266   | 123   |

1. ↑  En prêt jusqu'à la fin du mois de janvier 2019.